# Kalmar nation, Lund

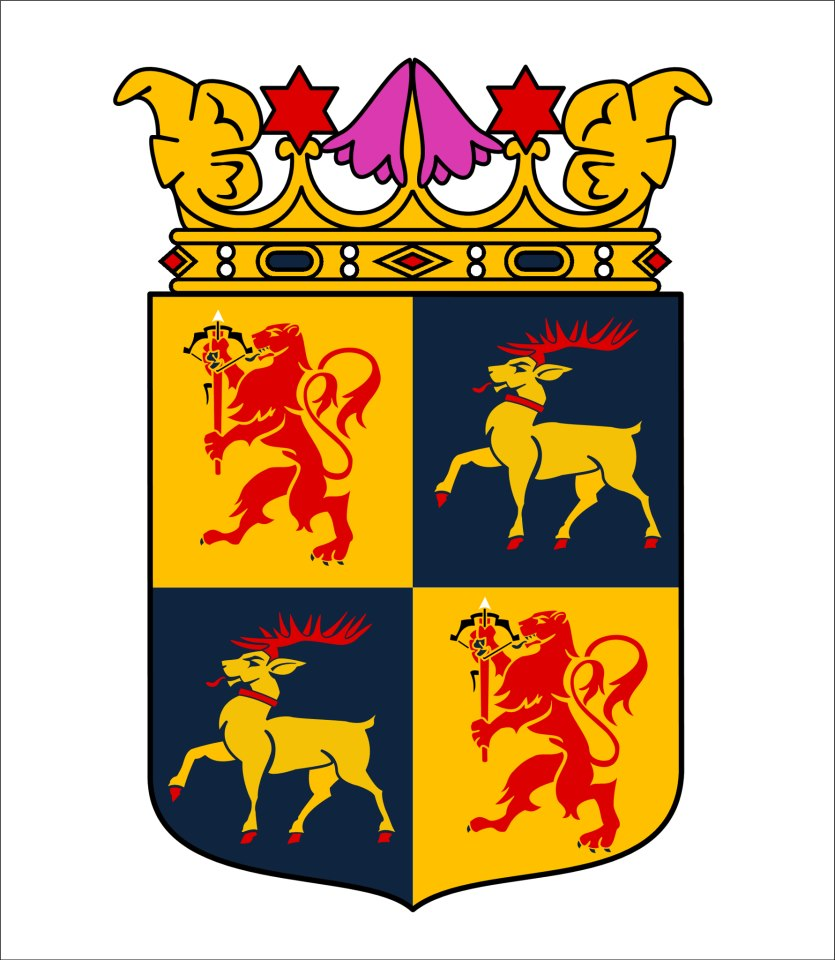
Kalmar nations vapen

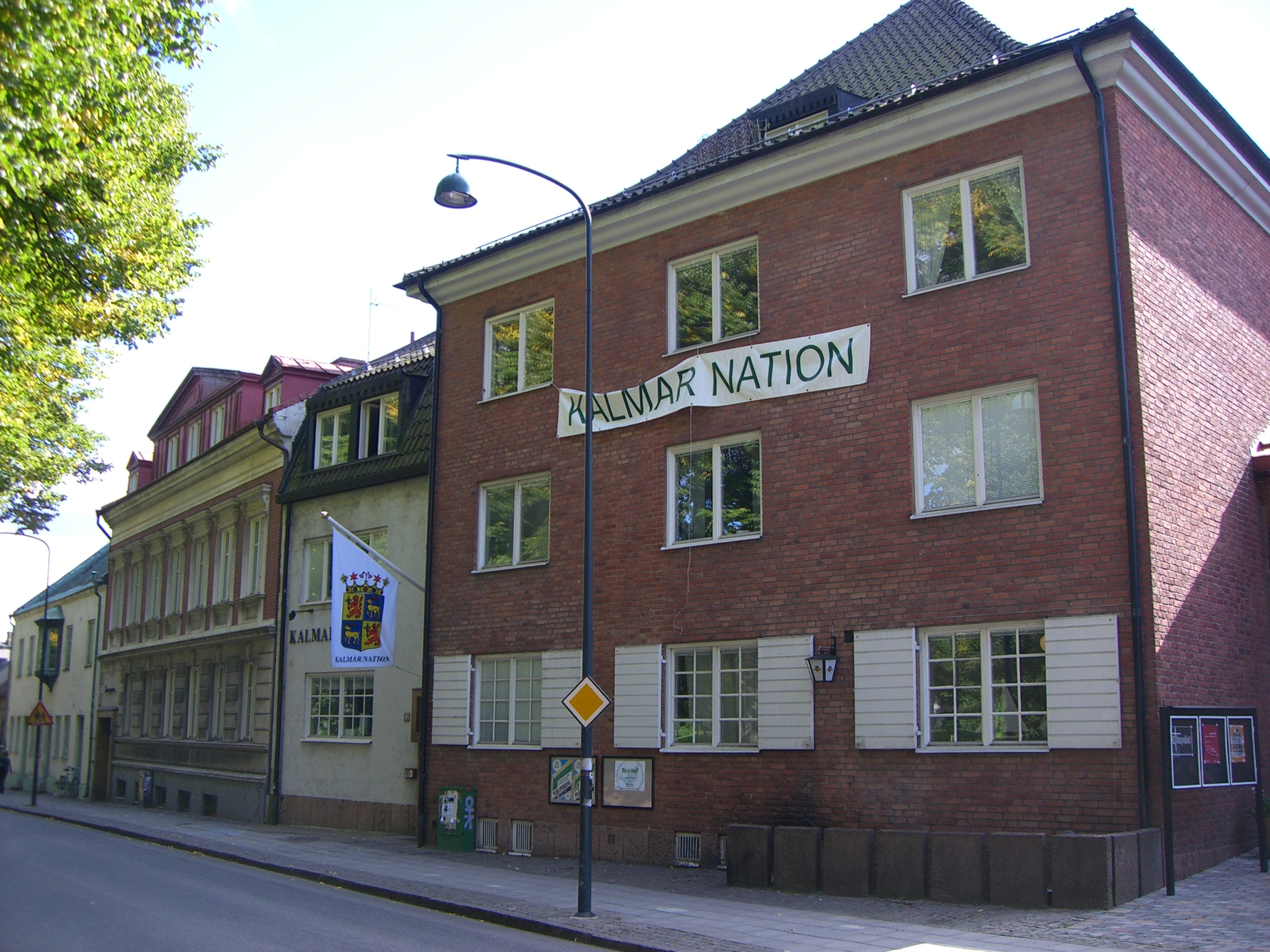
Kalmargården.

Kalmar nation är en av tretton studentnationer vid Lunds universitet.

## Historia
Den allra första fasta tidpunkten för Kalmar nations existens är den 29 februari 1696 och det är från konsistoriets (nuvarande universitetsstyrelsen) protokoll där det står att "Calmarienses, Junekopienses och de från Visingsö" skulle bilda en nation. Möjligtvis tillhörde kalmariterna ursprungligen Smålands nation, men skulle nu få stå på egna ben. Till inspektor utsågs professorn i romersk vältalighet Erland Lagerlöf.
Det är dock ovisst om Kalmar nation fungerat som en självständig nation under hela 1700-talets första hälft. Antagligen har den ibland verkat tillsammans med andra nationer. Något man vet säkert är att 1767 gick Kalmar nation samman med Östgöta nation och Västgöta nation och bildade Götiska nationen. Detta för att de små nationerna i Lund vid denna tid hade mycket få medlemmar. 1817 blev dock Kalmar nation en självständig nation igen och till inspektor valdes Jonas Albin Engeström.
Nationerna var på denna tid tämligen hierarkiska. För att avancera inom nationen så var man tvungen att avlägga vissa prov. För att bli junior till exempel skulle man genomgå en juniorsexamen i de vanliga skolämnena inför inspektor, kurator och seniorer. Detta system avskaffades dock 1830.
Nationens festlokaler är inte särskilt stora, något som visar sig i flera av nationens många slogans, varav några är:
- "Kalmar Nation - lite trängre, mycket roligare"
- "Kalmar Nation - nationen med den lilla lokalen och det stora hjärtat"
- "Kalmar Nation - Kom som du är"

## Studentbostäder
Nationen äger tre studentbostadsfastigheter, Kalmargården på Biskopsgatan 12, där nationens expedition och samlingslokaler är inrymda samt korridorboende. Huset uppfördes 1952 efter ritningar av Hans Westman. Den andra fastigheten, Kalmar västra med adress Måsvägen 7, inrymmer 40 korridorrum och 12 lägenheter. Den tredje fastigheten, som nationen förvärvade år 2023, Roseniusgården på Biskopsgatan 14 består av 22 korridorrum.

### Kalmargården
Kalmargården är ett hus i Lund där det mesta av verksamheten kring nationen äger rum. Byggnaden invigdes 1952. Redan den 27 november 1841 hade man beslutat att Kalmar nation borde skaffa sig ett eget hus. Men det var inte förrän 111 år senare som detta beslutet förverkligades, eftersom det då rådde extrem bostadsbrist i Lund. För att få pengar till att bygga huset ordnade man ett lotteri där den högsta vinsten var en bil, skänkt av en bilhandlare i Lund. Man köpte en tomt för 35 000 kronor och den 14 mars 1952 lade man grundstenen till det som skulle bli Kalmargården. 
Huset ritades av arkitekt Hans Westman och han hämtade inspiration från Domprostgården vid Lilla Torg i Kalmar. Det var lite delade åsikter om huruvida huset var vackert eller ej. Många tyckte nämligen inte om det kinainspirerade hopsjunkna taket, de flesta hade hellre velat ha ett platt tak i funkisstil. 
1991 hade 39 års studentboende satt så stora spår i huset att en ombyggnad var nödvändig. Detta genomfördes och det blev mycket bra. Korridorrummen fick egen dusch och toalett och korridorernas och lägenheternas kök blev modernare. Den största förbättringen var dock att källaren byggdes om, man plockade bort badrummen och cykelförrådet. Detta innebar att publokalen blev större och köket blev bättre. Dagens Kalmargård består av 18 korridorrum och fyra lägenheter samt en publokal. För att avgöra vem som ska få flytta in på Kalmargården tillämpas ett poängsystem som gynnar de aktiva i nationen.

### Roseniusgården
2023 övertog nationen den till Kalmargården angränsande fastigheten Thomander 7 som innefattar studentboendet Roseniusgården. Förvärvandet innebar att nationen fick ytterligare 22 korridorrum - ett fördubblande av nationens bostäder.

## Storaste Kroppkakan
Storaste Kroppkakan är nationens orden, grundad den 2 mars 1897 av dåvarande kurator Johannes Strömberg. Orden är öppen för studerande av Kalmar nation (övriga medlemmar är givetvis också välkomna) och firar numer sammankomst med ordenskapitel och bal på AF-borgen en gång vartannat år. Antalet gäster har fluktuerat över åren, från den första tillställningen som rymdes i en studentbostad till omkring 500 gäster 2025.
Alltsedan 1897 har det hållits ett flertal kroppkakefester, minst 54. Här invigs potäterna i kroppkakans hemlighet och man anordnar en tävling i kroppkakeätning.
Storaste kroppkakan arrangeras vartannat år och är Lunds äldsta studentbal. Under balen äter man kroppkakor och ostkaka, inviger nya hedersledamöter och avtäcker den traditionella kroppkakemålningen.

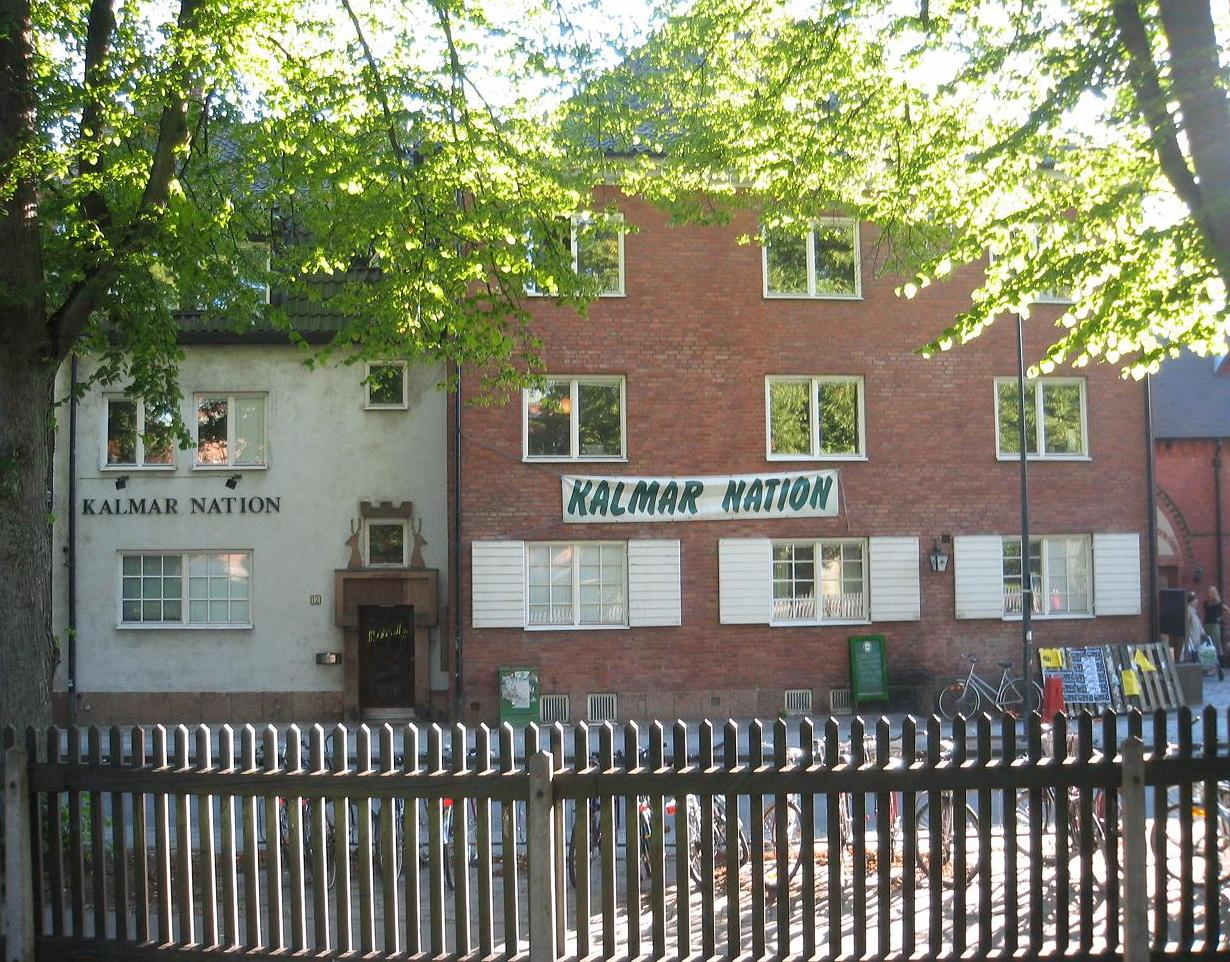
Kalmar nations hus, byggt 1952. Till höger i bilden ligger EFSkyrkan, till vänster om bilden ligger Roseniusgården

## Vännationer
Kalmar nation har ett antal vännationer vid andra svenska och finska universitet, nämligen:
- Kalmar nation vid Uppsala universitet
- Vasa nation vid Helsingfors universitet
- Smålands nation vid Linköpings universitet
- Sydswaenska nationen vid Umeå universitet

## Inspektorer
Nationens nuvarande inspektor är Magnus Sandberg, docent i omvårdnad vid Lunds universitet.